# Iris mzchetica
Iris mzchetica là một loài thực vật có hoa trong họ Diên vĩ. Loài này được Rodion. mô tả khoa học đầu tiên năm 2003.